# Daniel Frederik Petersen
Johan Daniel Frederik Petersen (21. december 1757 i Christiania – 24. september 1816 sammesteds) var en dansk-norsk officer og medlem af Rigsforsamlingen på Eidsvoll.
Petersen blev født i Christiania, hvor faderen var zahlkasserer. Han blev officer i 1783 og var derefter i tjeneste for Preussen. Derefter fortsatte han i tjenesten for Danmark-Norge og blev premierløjtnant i Slesvigske Infanteriregiment i 1783. Han steg i graderne til kaptajn ved Norske Jægerkorps i 1788 og blev major i 2. akershusiske Infanteriregiment i 1801. I 1807 blev Petersen forfremmet til oberstløjtnant. Han blev oberst og kommandør for Søndenfjeldske gevorbne Infanteriregiment i 1810 og stationeret i Frederikshald. Under krigen med Sverige sommeren 1814 deltog han, nu som generalmajor og vicekommandant, i forsvaret af fæstningen Frederiksten. Samme år tog han afsked fra tjenesten. Inden da var han blevet dansk kammerherre.
Petersen var i foråret 1814 1. deputeret for Søndenfjeldske Infanteriregiment ved Rigsforsamlingen på Eidsvoll. Han var medlem af konstitutionskomitéen og hørte til Selvstændighedspartiet.
24. maj 1791 ægtede han i Vor Frue Kirke i København Henriette Frederikke Skeel (28. oktober 1770 i København - 13. januar 1851), datter af gehejmestatsminister Jørgen Erik Skeel og Anne Dorothea Ahlefeldt. Indtil da havde hun været indskrevet i Roskilde adelige Jomfrukloster.